# Savoryella grandispora
Savoryella grandispora är en svampart som beskrevs av K.D. Hyde 1994. Savoryella grandispora ingår i släktet Savoryella, klassen Sordariomycetes, divisionen sporsäcksvampar och riket svampar.   Inga underarter finns listade i Catalogue of Life.